# HMS President (établissement terrestre)
Pour les articles homonymes, voir HMS President.
Le HMS President est un établissement terrestre de la Royal Naval Reserve à Londres, en Angleterre. Il est basé sur la rive nord de la Tamise près de Tower Bridge à Wapping et se trouve dans le Borough londonien de Tower Hamlets.
La division se compose de plus de 300 officiers et matelots, ce qui en fait la plus grande du pays. La division attire des recrues de la ville, ainsi que de plus loin. Il y a aussi une unité satellite à Chatham, la Medway Division.

## Historique

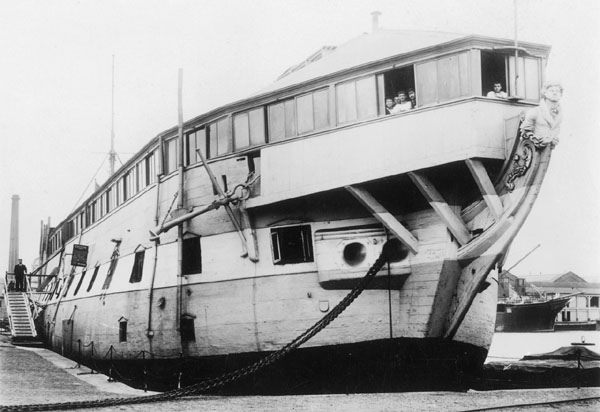
La frégate HMS President, construite en 1818, était le navire-école de la division londonienne de la RNR de 1862 à juillet 1903

Un navire-école était amarré à Londres depuis le 1er avril 1862. Il s'agissait de la frégate de 58 canons HMS President (1929), amarrée aux West India Docks (en) pour la Royal Naval Reserve locale. Ils sont rejoints en 1872 par les Royal Naval Artillery Volunteers (en). Ce navire a été nommé Old President le 25 mars 1903 et a été vendu à la casse le 7 juillet 1903.
Ce navire avait été construit en 1829 sur les lignes exactes de la «frégate monstre» américaine USS President (1800) qui fut capturée par la Royal Navy à la fin de la guerre anglo-américaine de 1812, et le nom fut délibérément retenu en mémoire à la fois de cette capture, et également la capture en 1806 de la frégate française Président qui avait servi comme HMS President de 1806 à 1815.
Tous les successeurs de l'Old President dans le rôle de RNR de Londres ont également été renommés HMS President, y compris le HMS Gannet (1878), le HMS Buzzard (1887) (en), le sloop de guerre de classe Flower HMS Saxifrage et l'actuel établissement de formation à terre aux Docks de St Katharine.

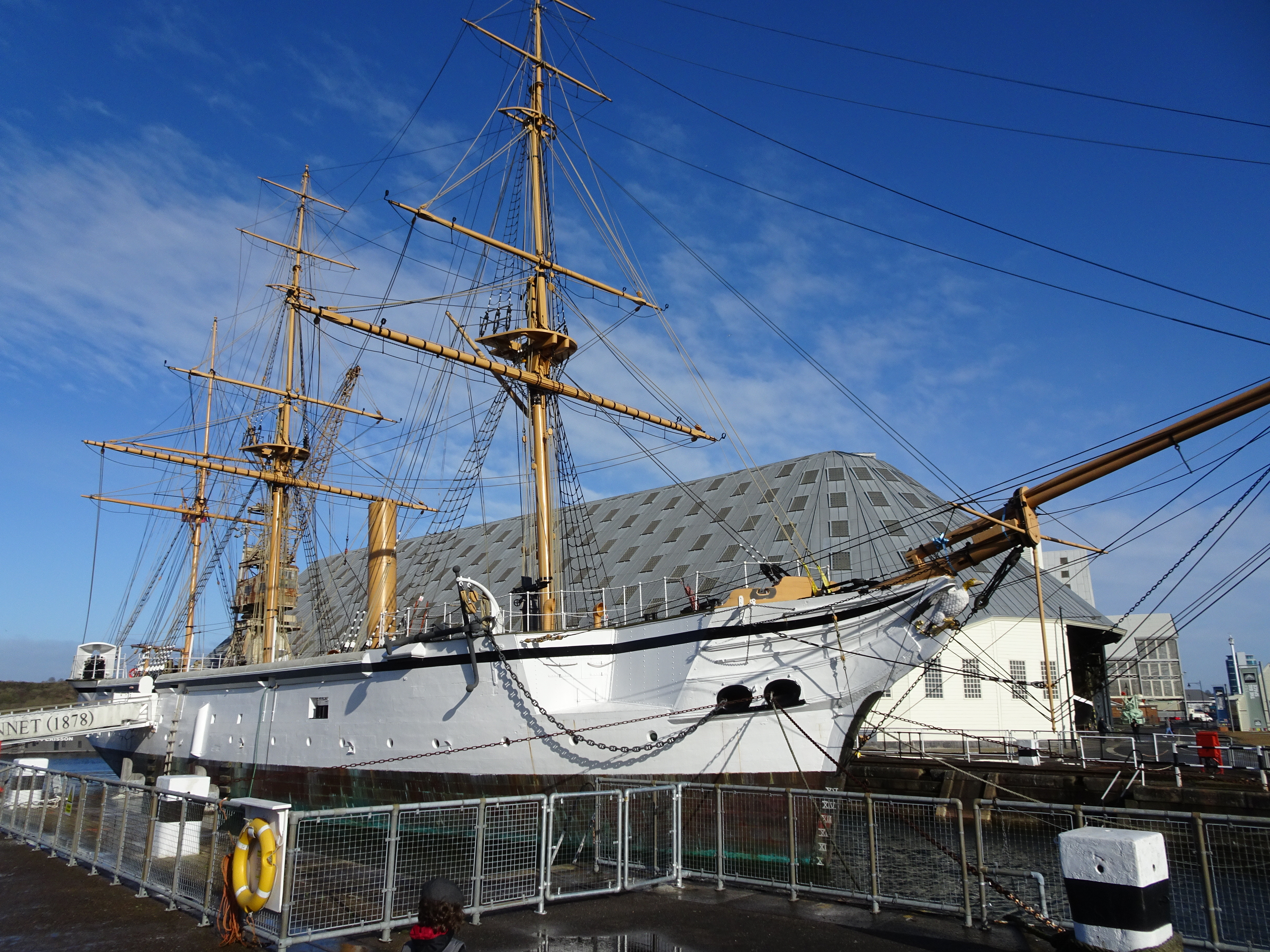
HMS Gannet au Chatham Historic Dochyard en 2020

Avec l'adoption de la loi sur les forces navales par le Parlement le 30 juin 1903, la Royal Naval Volunteer Reserve a été créée. La division de Londres a été créée le 10 novembre 1903 et a tenu sa première nuit d'exercices au Fishmongers' Hall. Il s'est ensuite déplacé vers le sloop de guerre de classe Doterel, le HMS Gannet, puis amarré dans la Tamise. Le Gannet avait été rebaptisé HMS President le 16 mai 1903. Il a servi pendant neuf ans, jusqu'à ce qu'il soit payé le 31 mars 1911, et est maintenant conservé au Chatham Historic Dockyard . Il fut remplacé par le HMS Buzzard, qui servait de navire-école à Blackfriars depuis le 19 mai 1904. Il prit le nom de HMS President le 1er avril 1911 et servit jusqu'au 23 janvier 1918, date à laquelle il fut prêté à la Marine Society, finalement vendu le 6 septembre 1921.
Il était destiné à le remplacer par le sloop de classe Anchusa, le HMS Marjoram, mais il a fait naufrage en route pour être équipé. Il a été remplacé par sa sœur le HMS Saxifrage', qui a été rebaptisée HMS President le 9 septembre 1921. Il a été amarré à King's Reach le 19 juin 1922. Il a été rejoint en 1938 par le HMS Chrysanthemum, qui a servi de salle d'exercice et a donné un espace supplémentaire. Le HMS President a été repris en 1939 pour la formation des artilleurs et des marins de la Defensively equipped merchant ship (en) (DEMS). La division de réserve avait été fermée en avril 1940. La division a été réformée en octobre 1946 et a continué à servir de base à Londres.

### Après la seconde guerre mondiale

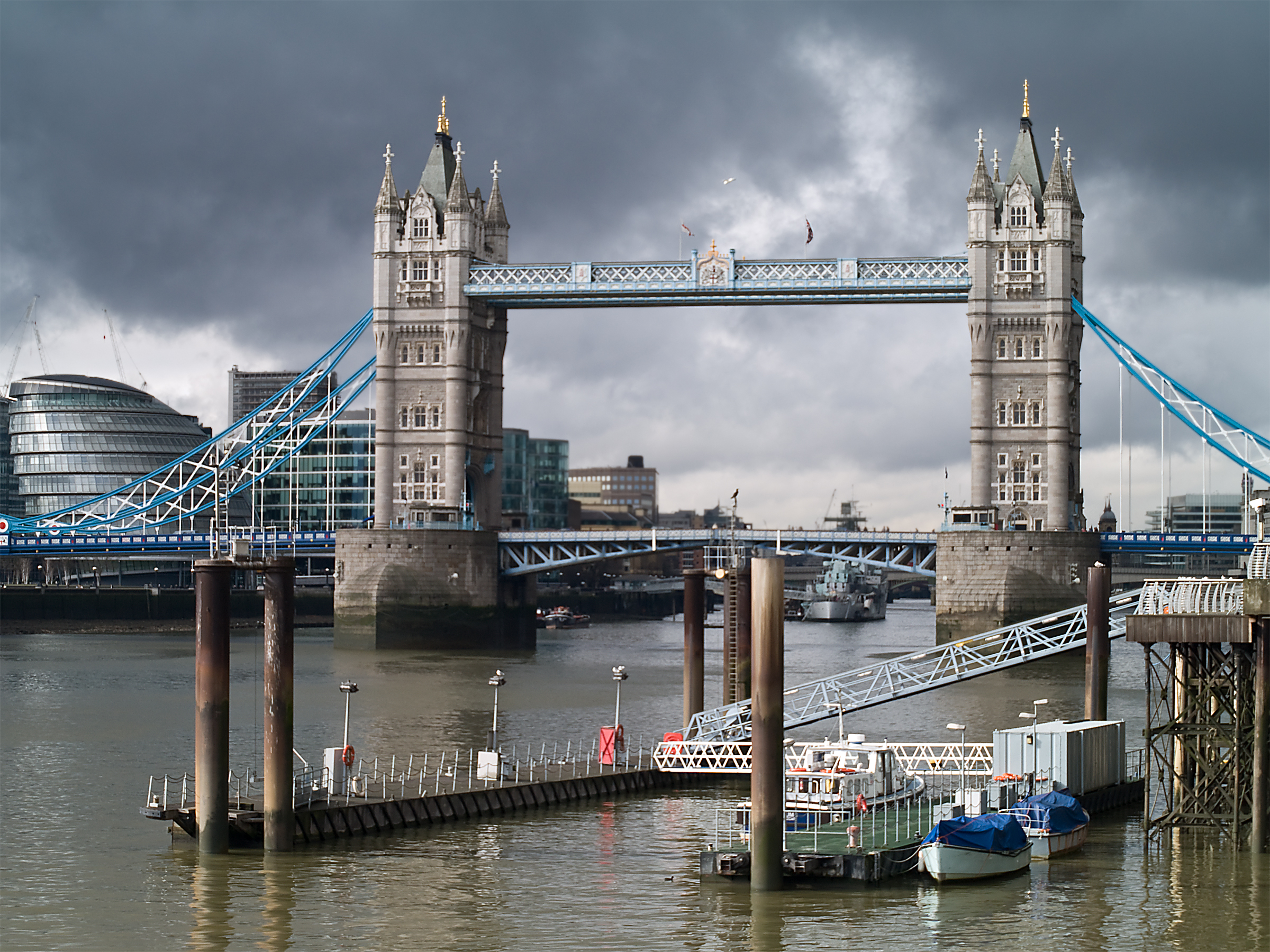
Tower Bridge vu du quai du HMS President

Le HMS President a assumé un certain nombre de rôles et de fonctions, dont l'un était de servir de base comptable pour le personnel de l'Amirauté. La section de la Royal Navy a été transférée dans une nouvelle section nommée HMS St Vincent le 15 septembre 1983 situé dans un bâtiment qui avait été acheté en 1954 comme logement pour le Women's Royal Naval Service (WRNS). Il a été mis en service en tant que commandement indépendant en 1985 et a été désarmé le 31 mars 1992. Au milieu des années 1980, le dragueur de mines de classe River HMS Humber (M2007) a été attaché à la base jusqu'en 1994.
En 1988, le HMS President et le HMS Chrysanthemum ont été vendus et la division a déménagé à terre, dans un centre de formation construit à cet effet à côté du Tower Bridge surplombant les Docks de St Katharine. C'était autrefois le site du terminal de ferry P&O de Londres.